# Луций Ноний Аспренат (друг Октавиана)
Лу́ций Но́ний Аспрена́т (лат. Lucius Nonius Asprenas; родился около 60 года до н. э. — умер после 9 года до н. э.) — римский сенатор из плебейского рода Нониев, близкий друг императора Октавиана Августа. Известен главным образом как подозреваемый по резонансному делу об отравлении.

## Биография
Сын Луция Нония Аспрената, консула-суффекта 36 года до н. э.
В 9 году до н. э. на одном из званых обедов в доме Аспрената в результате отравления умерло около 130 человек. Знаменитый оратор и противник императорского режима Кассий Север обвинил Луция Нония в преднамеренном отравлении и привлёк его к суду. Защищал Аспрената Гай Азиний Поллион. Август, не желая ни прямо вмешаться в процесс, ни покинуть друга в беде, несколько часов молча просидел в суде. В итоге Аспренат был оправдан, но его политическая карьера оказалась разрушена: он не только потерял место в жреческой коллегии эпулонов (лат. Septemviri Epulonum), но и лишился возможности претендовать на консульство.

## Семья
Луций Ноний Аспренат был женат на Квинтилии, дочери квестора 49 года до н. э. Секста Квинтилия Вара и сестре знаменитого военачальника Публия Квинтилия Вара.
Имел двоих детей:
- Луций Ноний Аспренат, консул-суффект 6 года
- Секст Ноний Квинтилиан, консул 8 года (по другой версии — сын Публия Квинтилия Вара от Випсании Марцеллы, впоследствии усыновлённый Аспренатом[6]).